# Aleksandar Andrejević
Aleksandar Andrejević (in serbo Александар Андрејевић?; Mladenovac, 28 marzo 1992) è un calciatore serbo, difensore del Suzhou Dongwu.

## Carriera
Il 1º luglio 2016 viene acquistato a titolo definitivo dalla squadra serba del Proleter Novi Sad.